# Pseudogiria polita
Pseudogiria polita är en fjärilsart som beskrevs av Emilio Berio 1965. Pseudogiria polita ingår i släktet Pseudogiria och familjen nattflyn. Inga underarter finns listade i Catalogue of Life.